# Großbürger

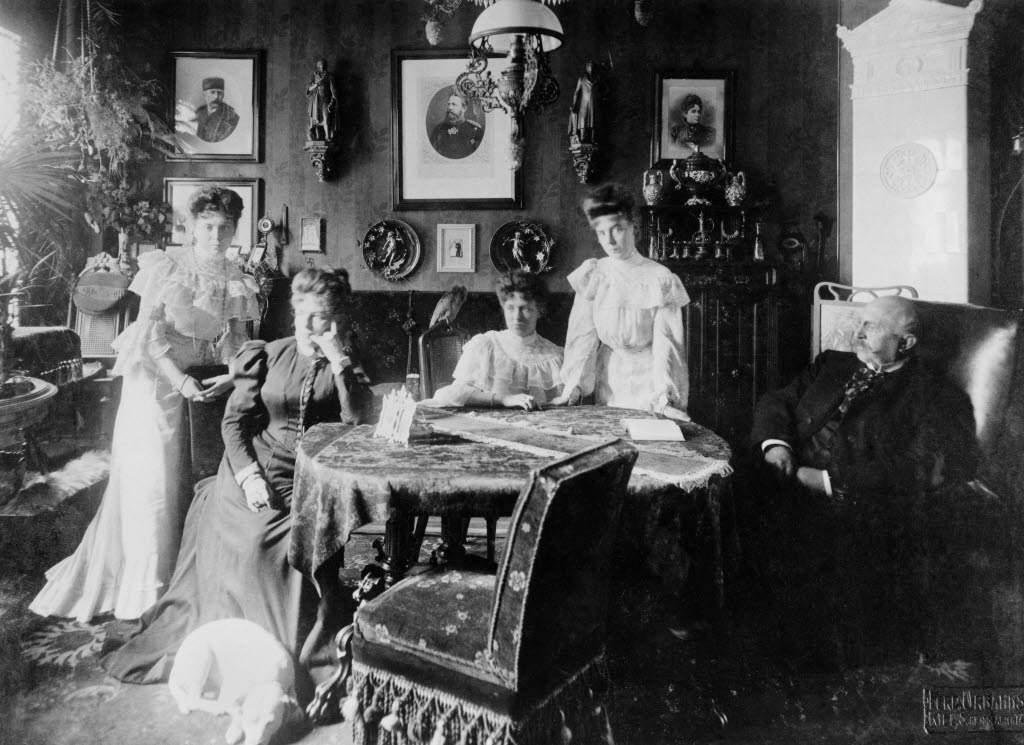
Großbürgerlicher Salon (um 1895)

Großbürger waren Bürger einer Stadt, die das große Bürgerrecht der Stadt erworben hatten.
Heute werden zumeist auch jene Kreise als „großbürgerlich“ bezeichnet, denen man lediglich einen großen Wohlstand beimisst. Insoweit geht es dem Begriff des Großbürgers ähnlich wie dem des Patriziers, der nicht mehr nur eigentlich patrizische Familien bezeichnet, sondern auch auf solche Familien Anwendung findet, die in der Geschichte einer bestimmten Stadt Bedeutung erlangt haben. 
Der Gegenbegriff ist der des Kleinbürgers.

## Erwerb des Großbürgerrechts
Das Großbürgerrecht wurde, wie das Bürgerrecht, entgeltlich erworben. Es musste ein Bürgergeld entrichtet werden, das ein Vielfaches des normalen Bürgergeldes zum Erwerb des Bürgerrechts ausmachte. Das Großbürgerrecht war – zumindest in Hamburg – im Mannesstamm erblich.

## Rechtsnatur des Großbürgerrechts
Es ist umstritten, ob es sich bei dem Großbürgerrecht im eigentlichen Sinn um eine von der sogenannten kleinen oder normalen Bürgerschaft rechtlich unterschiedene Bürgerstellung handelt oder lediglich um eine Handelskonzession. Denn jeder, der in den Städten Handel großen Umfangs betreiben wollte, bedurfte dazu des großen Bürgerrechts. Anders lagen die Dinge in Hamburg: 

„In Hamburg wurde sehr genau zwischen dem großen und dem kleinen Bürgerrecht unterschieden, und nur wer dank seiner ökonomischen Verhältnisse imstande war, das große Bürgerrecht zu erwerben, verfügte über die uneingeschränkte Handels- und Gewerbefreiheit, durfte in den Senat, die Bürgerschaft und andere Ämter gewählt werden – und das waren nur wenige. Die vermögenden Großkaufleute gaben in den Hansestädten den Ton an.“

„Sie sicherten aus eigener Verfügungsgewalt die Macht ihres Standes und ihrer Klasse, grenzten sich in Rang und Habitus gegen die kleinen Kaufleute, die ‚Krämer‘ ab und betrachteten sich mit einigem Recht als Herrscher ihrer Stadt.“

## Rechte
Großbürger waren regelmäßig zuvor Bürger einer Stadt. Als Großbürger hatten sie neben den allgemeinen Befugnissen eines Bürgers weitergehende Vorrechte. Beispiel dafür war das Recht zum Fernhandel und das sonst dem Adel vorbehaltene freie Jagdrecht. Als besondere weitere Ausprägung in Hamburg durfte der Großbürger im Gegensatz zum einfachen Bürger Bankkonten unterhalten.

## Soziale Stellung
Soziologisch können Großbürger und Stadtbürger unterschieden werden. Regelmäßig war der Bürger, der die große Bürgerschaft erlangte, schon zu einem gewissen Wohlstand gelangt, der es ihm erlaubte, das erhöhte Bürgergeld zu entrichten. Aus dem durch die große Bürgerschaft ermöglichten Großhandel wird er regelmäßig weiteren Wohlstand gezogen haben. So folgte aus den unterschiedlichen Geschäften, die den Bürgern einerseits und den Großbürgern andererseits möglich waren, eine fortschreitende Differenzierung nach auseinanderdriftenden wirtschaftlichen Möglichkeiten.
Als Folge seines Wohlstands konnte der Großbürger einen nicht zuletzt der Repräsentation dienenden „großbürgerlichen Lebensstil“ führen, also ein aufwendiges Leben mit Stadt- und Landsitz, Personal und gesellschaftlichen Veranstaltungen. Seine finanziellen Möglichkeiten einerseits und der Niedergang des landgesessenen Adels andererseits ermöglichten es dem Großbürger, adelige Landsitze zu erwerben. Überhaupt glichen sich in dieser Schicht die Lebensweisen des Bürgers und des niederen Adels weitgehend an. Oft war das Bestreben, adeligen Grundbesitz zu erwerben, auch mit dem Bestreben verbunden, selbst nobilitiert zu werden. Eine Ausnahme bilden insoweit die Hamburger, bei denen die Annahme von Adelstiteln bis weit in die zweite Hälfte des 19. Jahrhunderts verpönt war.

## Gesellschaftliche Differenzierung
Ein Beispiel für die im Laufe der Zeit durch die unterschiedlichen Bürgerrechte entstandene gesellschaftliche Differenzierung ist die „Freie und Hansestadt Hamburg“. Hamburg war stets eine rein bürgerliche Stadt, in welcher der Adel keine Rechte haben durfte. Ursprünglich handelte es sich um ein probates Mittel, von vornherein möglichen Konflikten mit den Adeligen und ihren Herren im Umland der Stadt vorzubeugen. Im Laufe der Zeit wurde die Distanz zu Adel und Orden Bestandteil des hanseatischen Wesens Hamburger Ausprägung. Eine Auswirkung dieses Prinzips war beispielsweise, dass Bürger, die ungeachtet dieses Grundkonsenses auswärtige Standeserhebungen entgegennahmen, keine städtischen Ehrenämter mehr ergreifen durften. Dies führte ab der zweiten Hälfte des 19. Jahrhunderts dazu, dass sich Bürger, die nicht in städtische Ämter gewählt werden wollten, in die Nobilitierung flüchteten, denn die Übernahme städtischer Ehrenämter war mit der Aufgabe der kaufmännischen Tätigkeit verknüpft. Auch durfte ein Wahlamt nicht abgelehnt werden. Die Weigerung, das Amt anzunehmen, war mit dem Zwang gekoppelt, die Stadt zu verlassen. Die Bürgerlichkeit der Stadt ging so weit, dass der Oberkommandierende des Militärs lediglich den Rang eines Obersten bekleiden durfte, weil die Bürger der Stadt keine höheren Militärchargen mit ihrem gesellschaftlichen Geltungsanspruch in der Stadt haben wollten.
Ungeachtet dieses auf den ersten Blick egalitären Ansatzes war Hamburg tatsächlich eine ungleiche Gesellschaft schärfster Ausprägung. Es wurde strengstens darauf geachtet, so z. B. bei der Heirat, dass „die drei Stände: der Handelsadel, der wohlhabende Industrielle oder kleine Kaufmann und der Plebs auf das Schärfste getrennt“ waren.

## Andere Staaten, andere Entwicklungen
Die Entwicklung in anderen Staaten ist nicht mit der Entwicklung in Deutschland identisch. In Südeuropa spielte der wieder stadtsässig gewordene Adel in Handel und Gewerbe eine beträchtliche Rolle, insbesondere im italienischen Adel. 

## Großbürgertum als Bourgeoisie
Der aus Frankreich stammende Klassenbegriff „Bourgeois“ wurde schon von Diderot negativ gebraucht. Nach Karl Marx ist die als kapitalistisches Großbürgertum definierte Bourgeoisie die im Kapitalismus herrschende der beiden Grundklassen Bourgeoisie (Großbürgertum) und Proletariat (abhängig beschäftigte Arbeiterschaft). Historisch habe sie sich aus dem dritten Stand der Feudalgesellschaft heraus entwickelt (Handwerker, Händler, freie und landbesitzende Großbauern). Ein Teil der Handwerker wurde nach Marx zu Fabrikbesitzern. Nach der Ablösung des Feudalismus durch den Kapitalismus beuten die mit Bourgeoisie gemeinten Kapitalisten die Arbeiterklasse (das Proletariat) aus. Während unter Citoyen das emanzipatorische Bürgertum der Französischen Revolution verstanden wird, ist mit Bourgeoisie oder Juste Milieu das Bürgertum als Herrschaftsinstanz gemeint.

## Niedergang des Großbürgertums
Zwei Weltkriege und die Weltwirtschaftskrise zwischen den Kriegen sowie der fortschreitende Industrialismus – als Abkehr vom individualistischen Wirtschaftsstil des bürgerlichen Unternehmers – und der damit einhergehende Konzentrationsprozess in der Wirtschaft haben die wirtschaftlichen Grundlagen des Großbürgertums so weit zerstört, dass es als gesellschaftlich unterscheidbare Gruppe nicht mehr vorhanden ist, als Milieu jedoch noch heute (2007) existiert. Großbürgerlicher Lebensstil findet sich heute insbesondere noch bei Industriellenfamilien, die ihr Vermögen bewahren konnten, obwohl diese Schicht, da regelmäßig aus dem Handwerkerstand hervorgegangen, nicht zu den im engeren Sinne großbürgerlichen Kreisen gehörte und von Großbürgern, die sich als Handelsadel verstanden, ausgegrenzt wurde.
Der moderne Wohlfahrtsstaat mit seiner nivellierenden Funktion und hohen Besteuerung, verbunden mit dem Streben vieler Frauen nach Selbstverwirklichung im Erwerbsberuf sowie der Ersatz von Mäzenatentum und karitativem Wirken Einzelner durch öffentliches Handeln oder das von Unternehmen, ist ein weiterer Grund für das Zurückweichen „großbürgerlicher“ Lebensform, die gemeinhin voraussetzt:
- Eigenständiges wirtschaftliches Handeln – statt Angestelltendasein, dem zunehmend auch Mitglieder der Freien Berufe zuzurechnen sind,
- Materieller Wohlstand durch berufliche Leistungen oder Erbschaftsvermögen,
- Jedenfalls während der Erziehungsphase einer regelmäßig größeren Kinderschar nicht erwerbstätige Ehefrauen, die sich um den bürgerlichen Haushalt und oft um karitative Aufgaben kümmern,
- Gehobene, oft grenzüberschreitende und kostenaufwendige Ausbildung der Kinder,
- Mäzenatentum mit karitativem, sozialem oder politischem Engagement.

In der zweiten Hälfte des 20. Jahrhunderts wurden die Formen des Honoratioren-Bürgertums nach und nach weitgehend preisgegeben, weil sie in einer auf einen Durchschnittsstil ausgerichteten Gesellschaft als nicht mehr zeitgemäß empfunden wurden. Diese Entwicklung hat sich im Anschluss an die 68er-Bewegung zu einer mehr oder weniger bewussten Antibürgerlichkeit radikalisiert, als diverse Neue Soziale Bewegungen gesellschaftlich tonangebend wurden, während viele (Neu-)Reiche sich in den abgehobenen Lebensstil des Jet-Set flüchteten. Um das Jahr 2000 ging der Trend dann zum Bobo-Dasein hin, dem Lebensstil der neuen Eliten des Informationszeitalters, der „zusammenführt, was bisher als unvereinbar galt: Reichtum und Rebellion, beruflichen Erfolg und nonkonformistische Haltung, das Denken der Hippies und den unternehmerischen Geist der Yuppies. Der ‚bourgeoise Bohemien‘ ist ein neuer Typus, der idealistisch lebt, einen sanften Materialismus pflegt, korrekt und kreativ zugleich ist.“ (David Brooks, Bobos in Paradise, 2000)
Die unverminderte Attraktivität großbürgerlicher Attribute – ohne allerdings von einem im eigentlichen Sinn großbürgerlichen Lebensstil begleitet zu sein – belegen die Bestrebungen neu aufgestiegener Mitglieder der Gesellschaft, einzelne großbürgerliche Lebenselemente zu imitieren.

## Großbürgerliche Geschlechter
Familien, die das erbliche Großbürgerrecht in einer Freien Reichsstadt erworben haben, sind unter anderem:
- Berenberg (Hanseatengeschlecht)
- Jauch (Hanseatengeschlecht)